# Navalmoral
Navalmoral è un comune spagnolo di 524 abitanti situato nella comunità autonoma di Castiglia e León.